# Düwag GT8

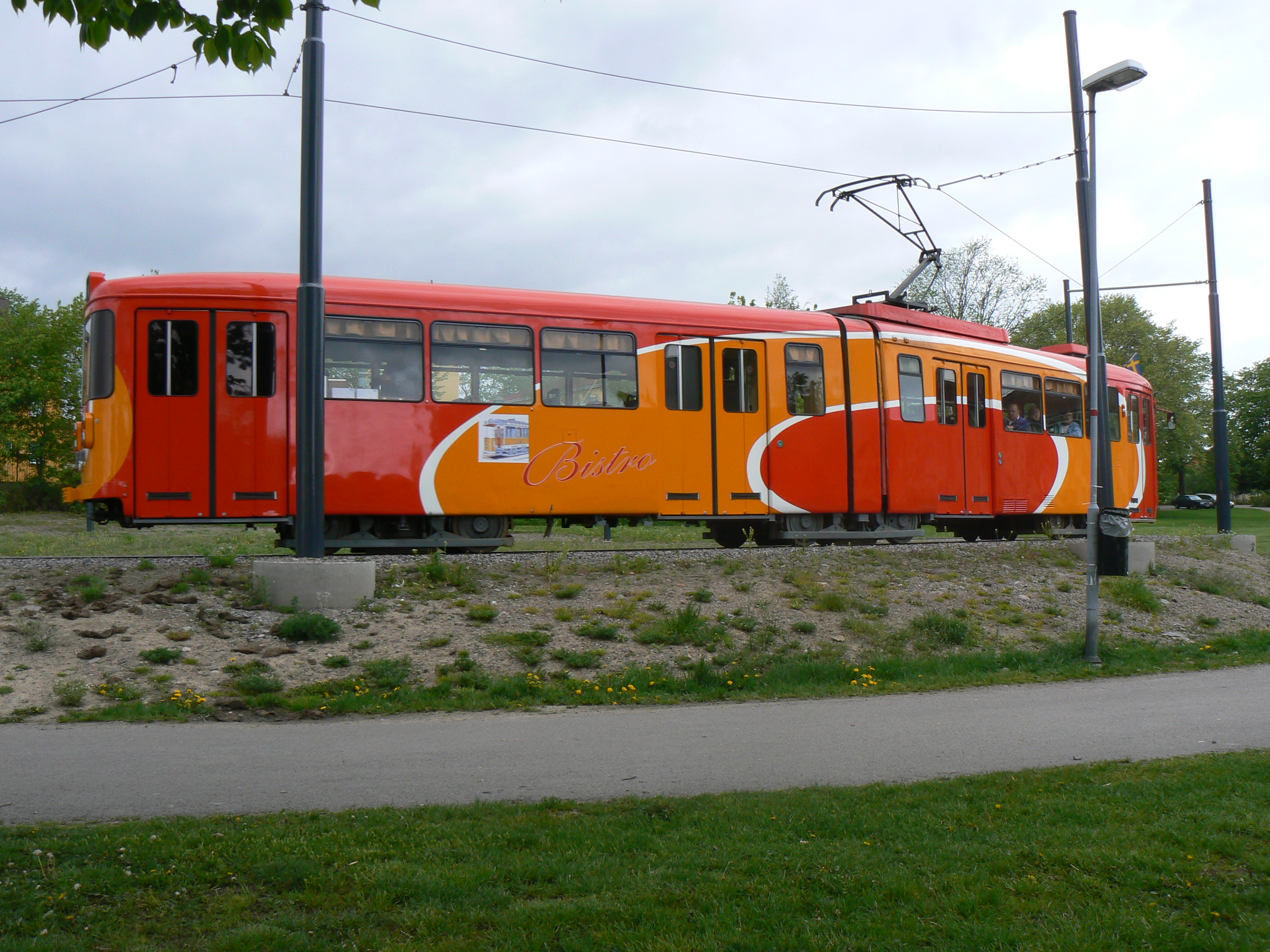
Vagn nr 71, ombyggd till bistrospårvagn

Düwag GT8 ("Gelenk-Triebwagen 8") var en tysk spårvagnsmodell med höggolv från Düwag, ursprungligen Düsseldorfer Wagenfabrik, som tillverkades från 1958 och hela 1960-talet. Den licenstillverkades av flera företag.
Norrköpings spårväg köpte elva begagnade spårvagnar, varav sex 1994 och övriga 1997 från Dessauer Verkehrsgesellschaft i Dessau. De gavs den lokala modellbeteckningen M97. De är ursprungligen tillverkade omkring 1966. Den sist renoverade vagnen, nr 71, kom i trafik 1999. Alla utom nr 71 byggdes om genom att en låggolvsdel adderades. Spårvagn nummer 71 byggdes 2002 om till bistrovagn.
Modellen Düwag GT8 utvecklades till modellen Typ Mannheim, som tillverkades 1969–1993 av Düwag och flera andra tillverkare. Denna vidareutvecklades i sin tur till Stadtbahnwagen Typ M/N 8, som tillverkades av Düwag, Siemens, MAN, Brown Boveri, AEG, Adtranz och Kiepe mellan 1975 och 1999.
Spårvagnsmodellen har också använts av Helsingfors spårvägar. Där byggdes en spårvagn om till "Kulturspåra" (finska: Kulttuuriratikka") i slutet av 2000-talet, en spårvagn för kulturella evenemang och uthyrning.

## Fotogalleri

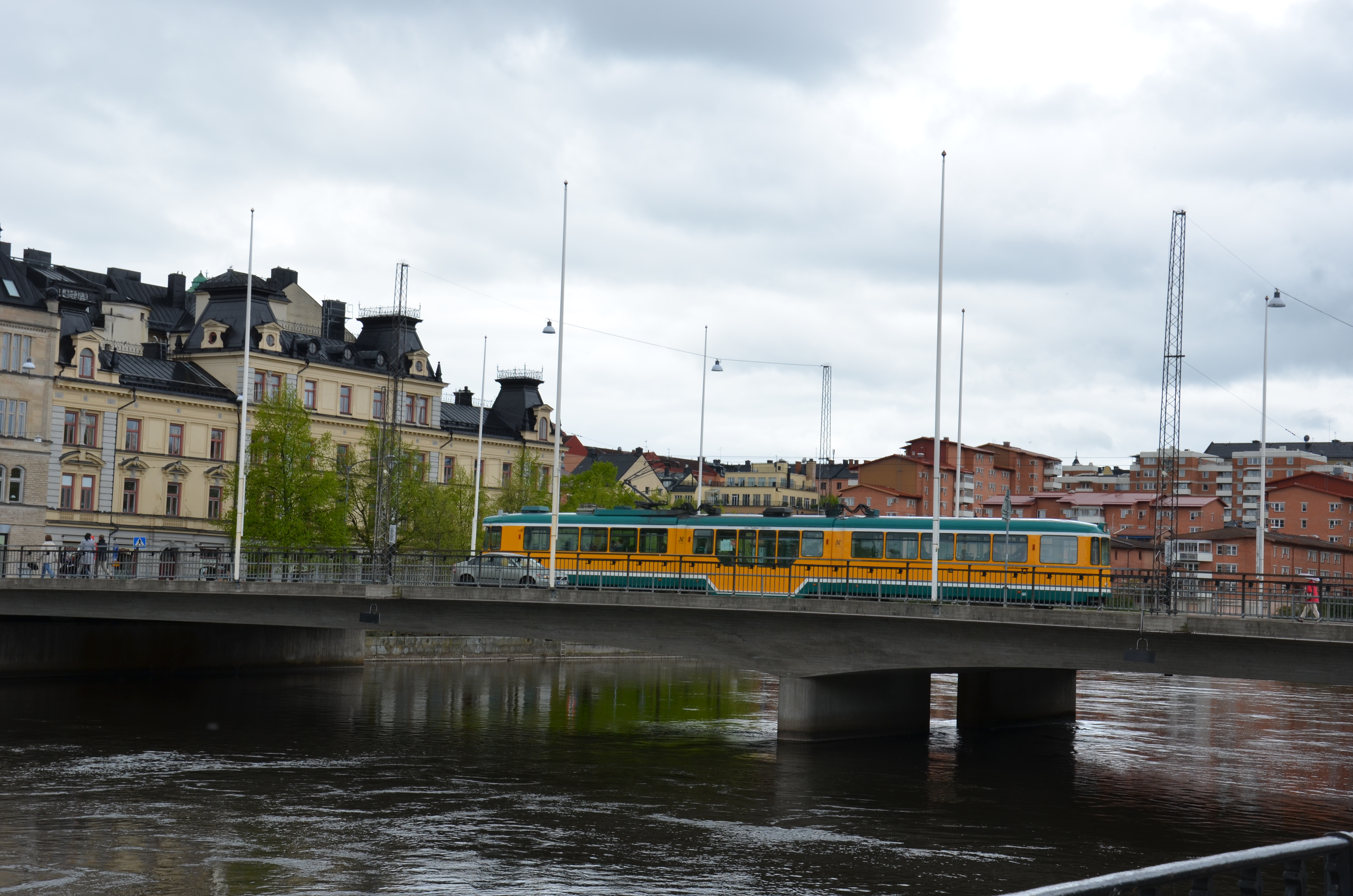
Spårvagn på Saltängenbron i Norrköping
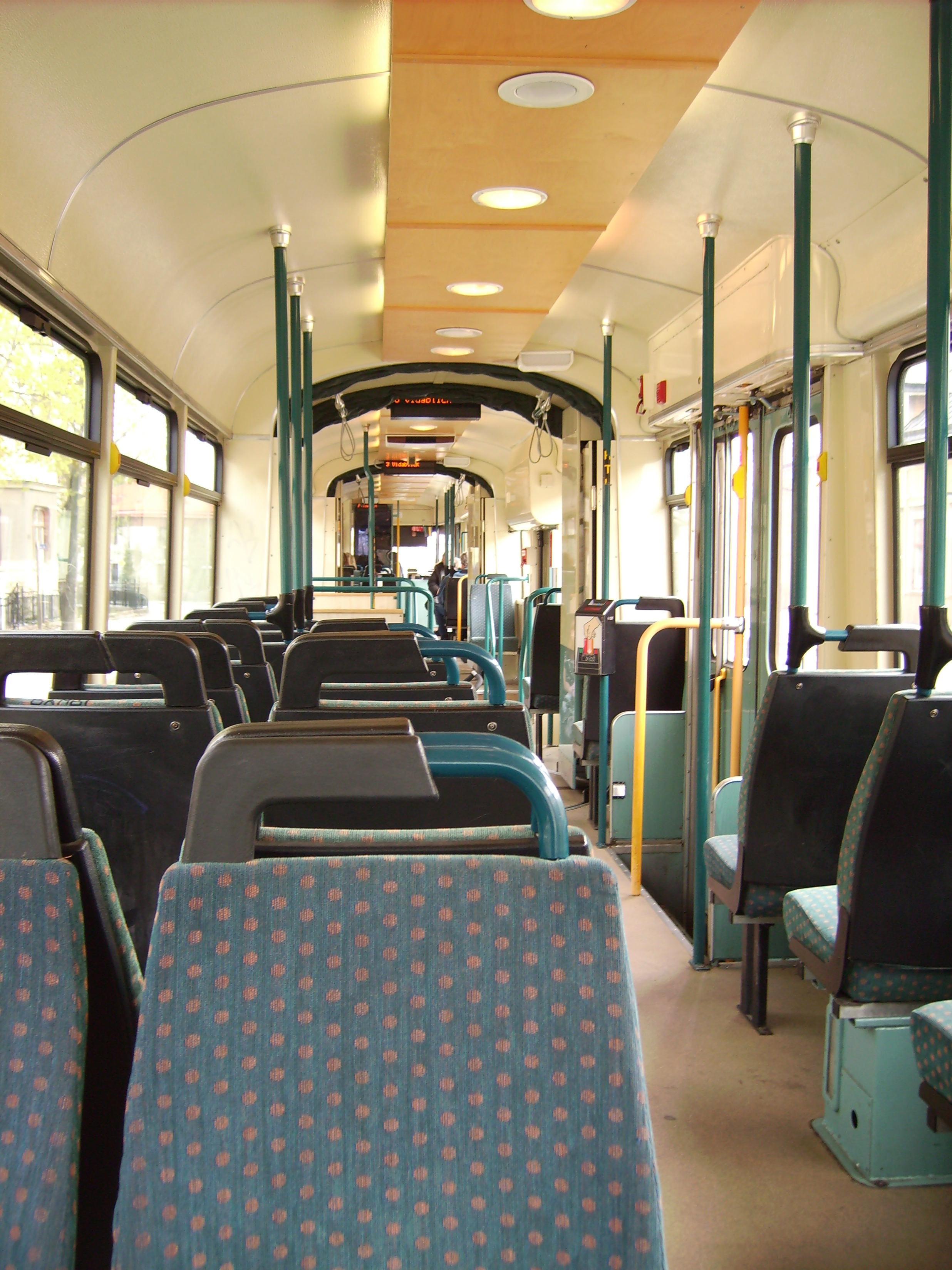
Interiör
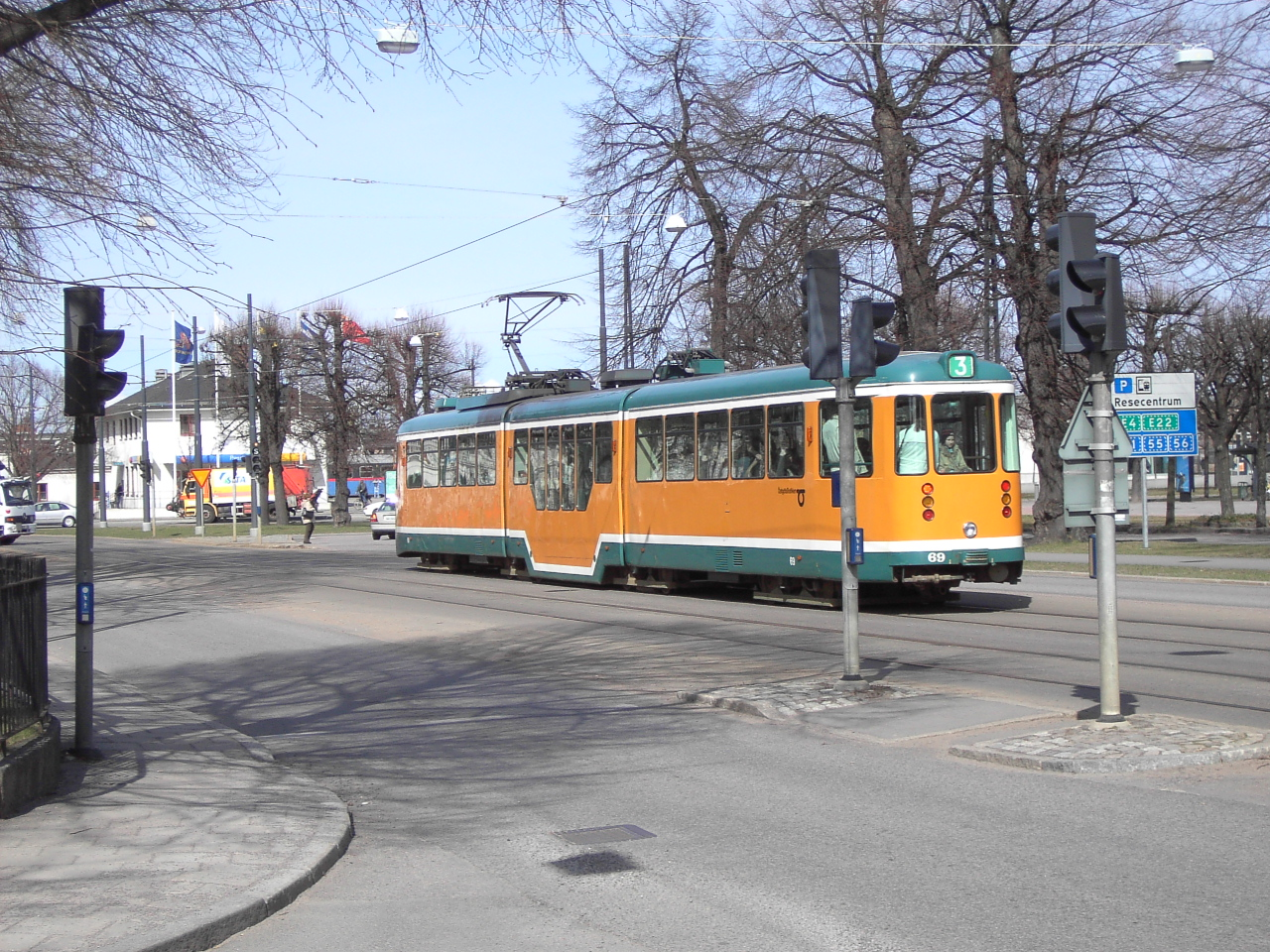
Spårvagn i Karl Johans park i Norrköping
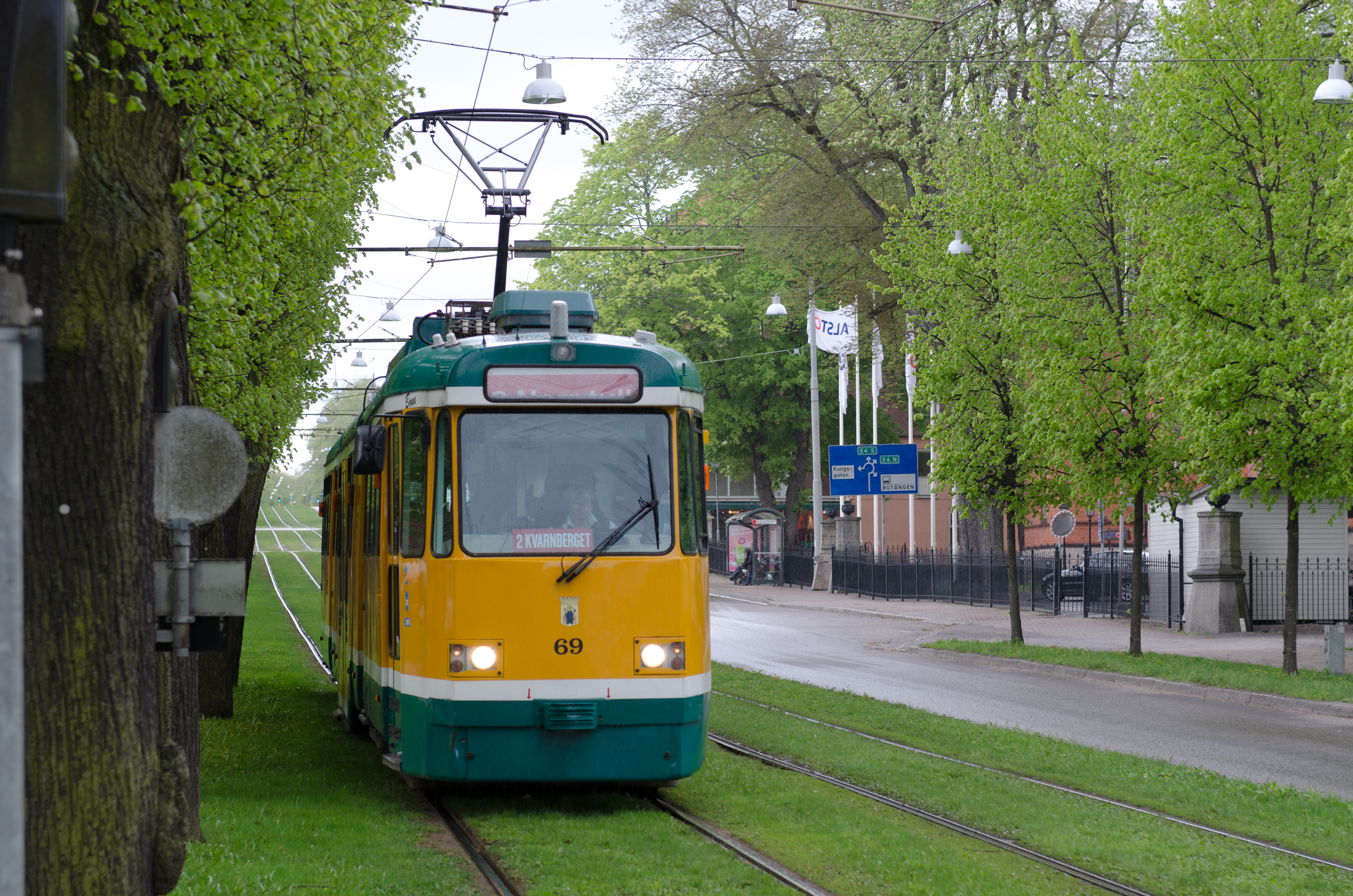
Vagn 69 på Norra promenaden i Norrköping
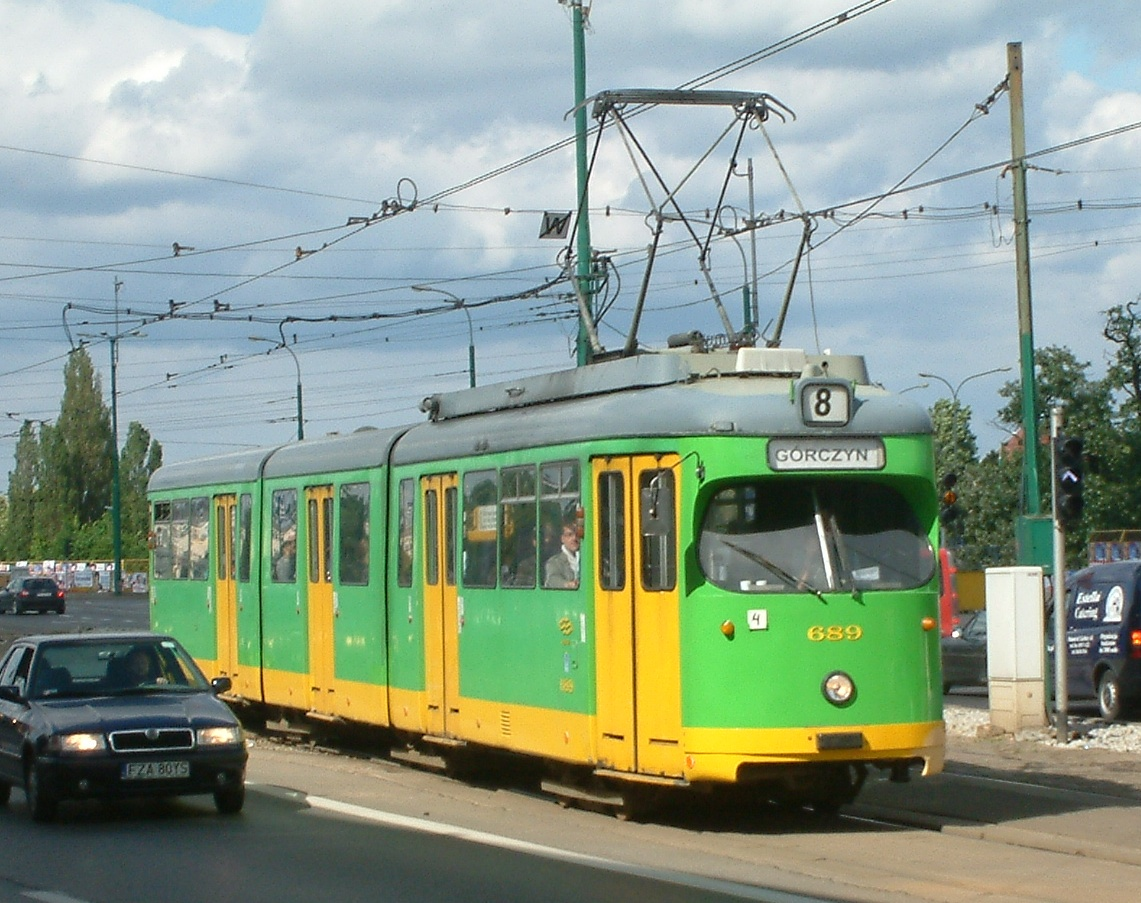
Düwag GT8 i Poznan (tidigare gått i Düsseldorf)
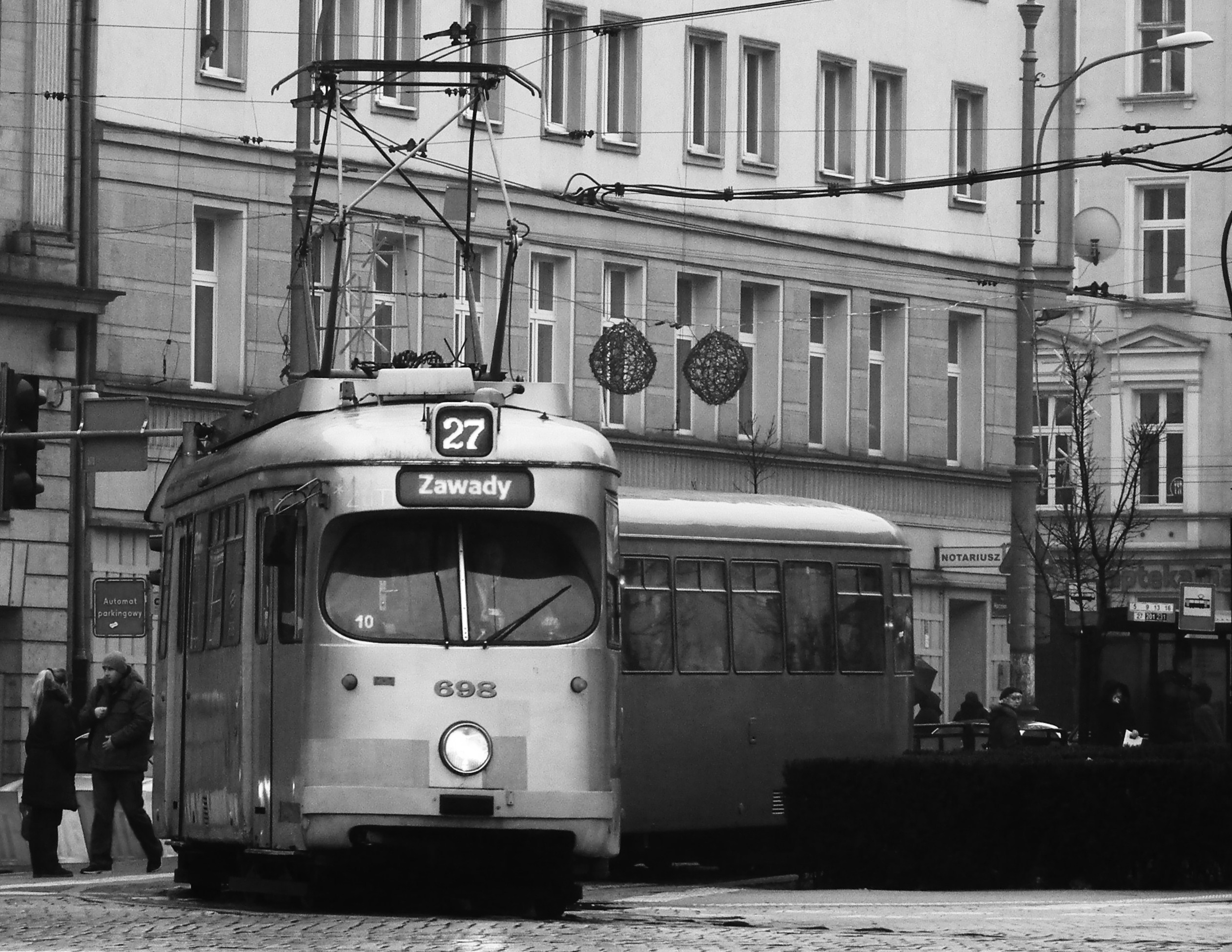
Düwag GT8 i Poznan 2016
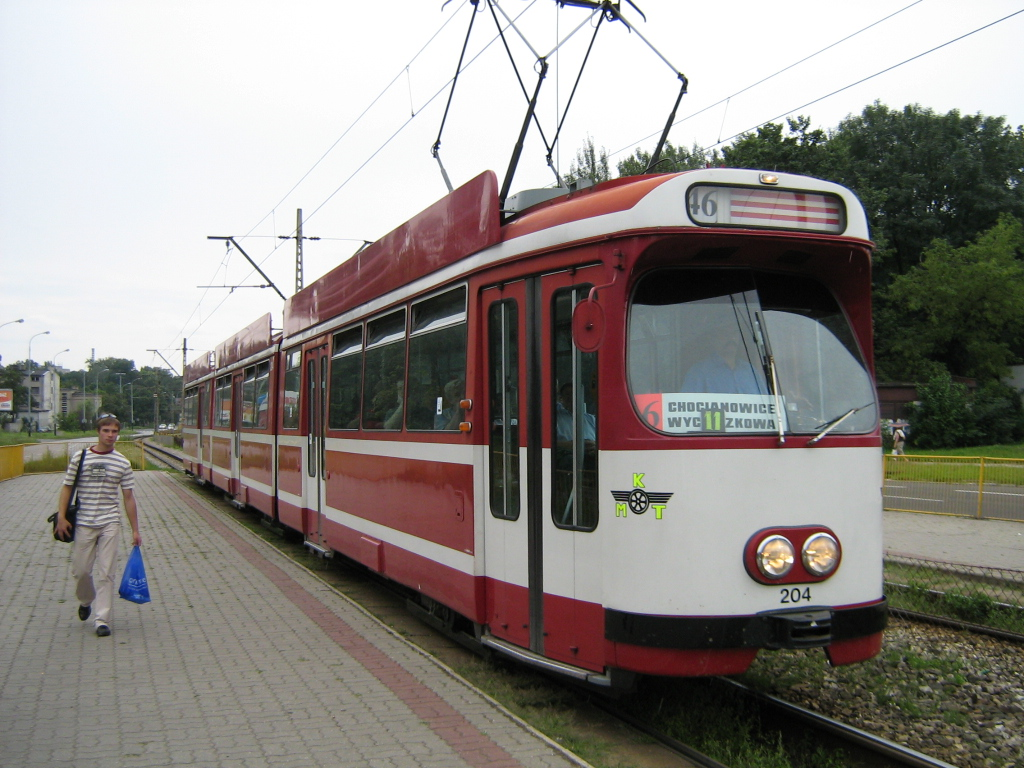
Düwag GT8 i Łódź 2007
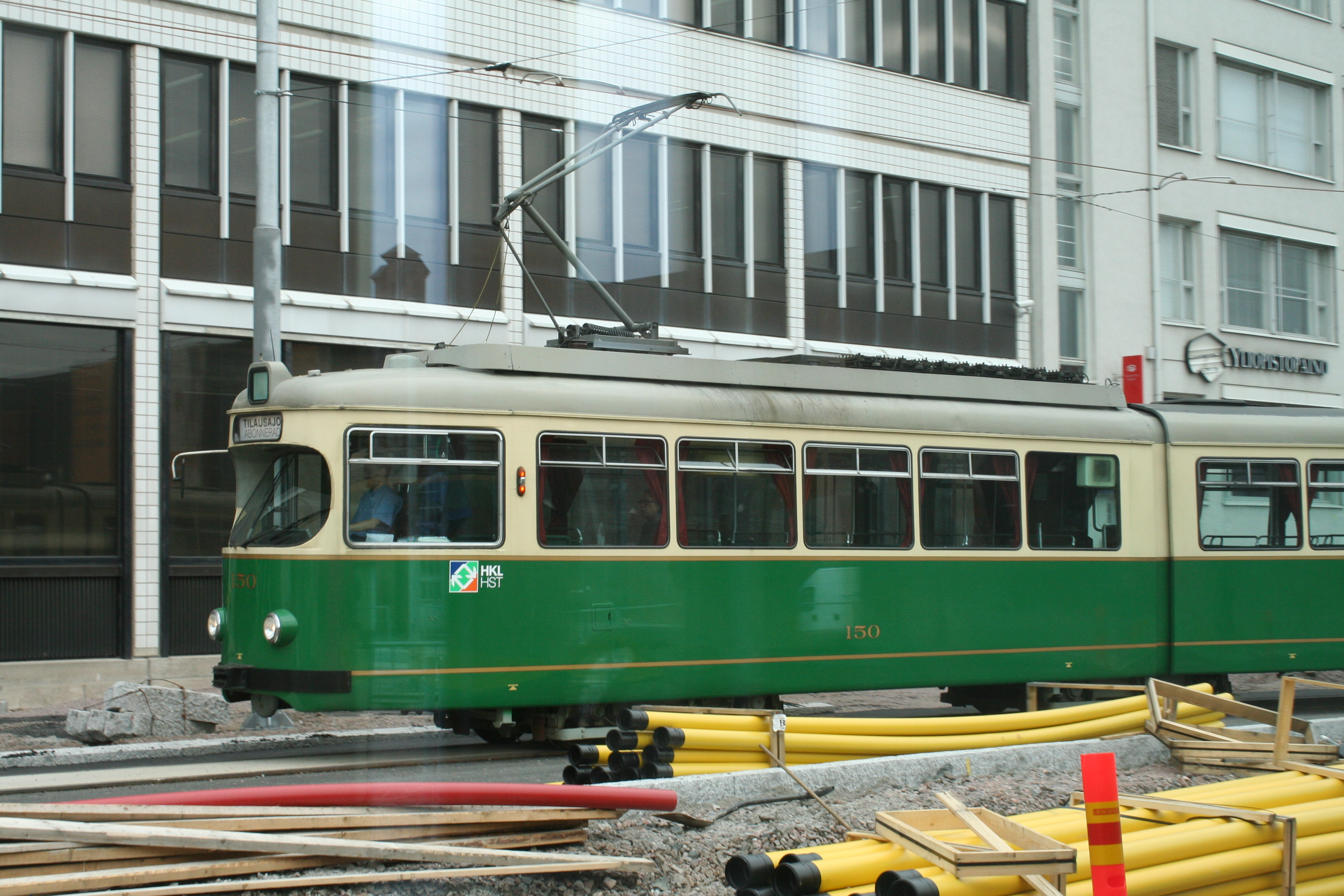
Düwag GT8 i Helsingfors, utan tillagd mittsektion
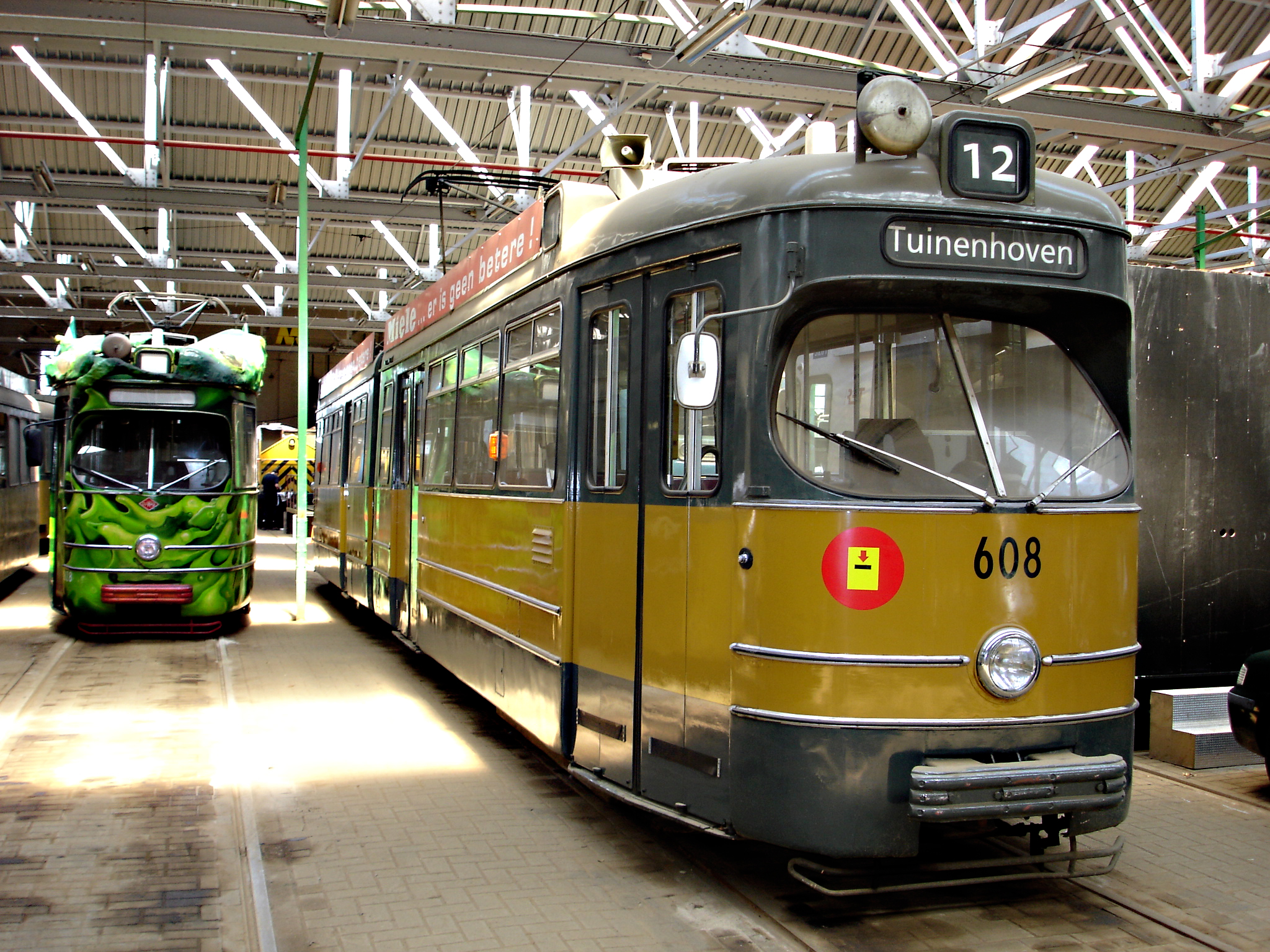
GT8 på Spårvägsmuseet i Rotterdam
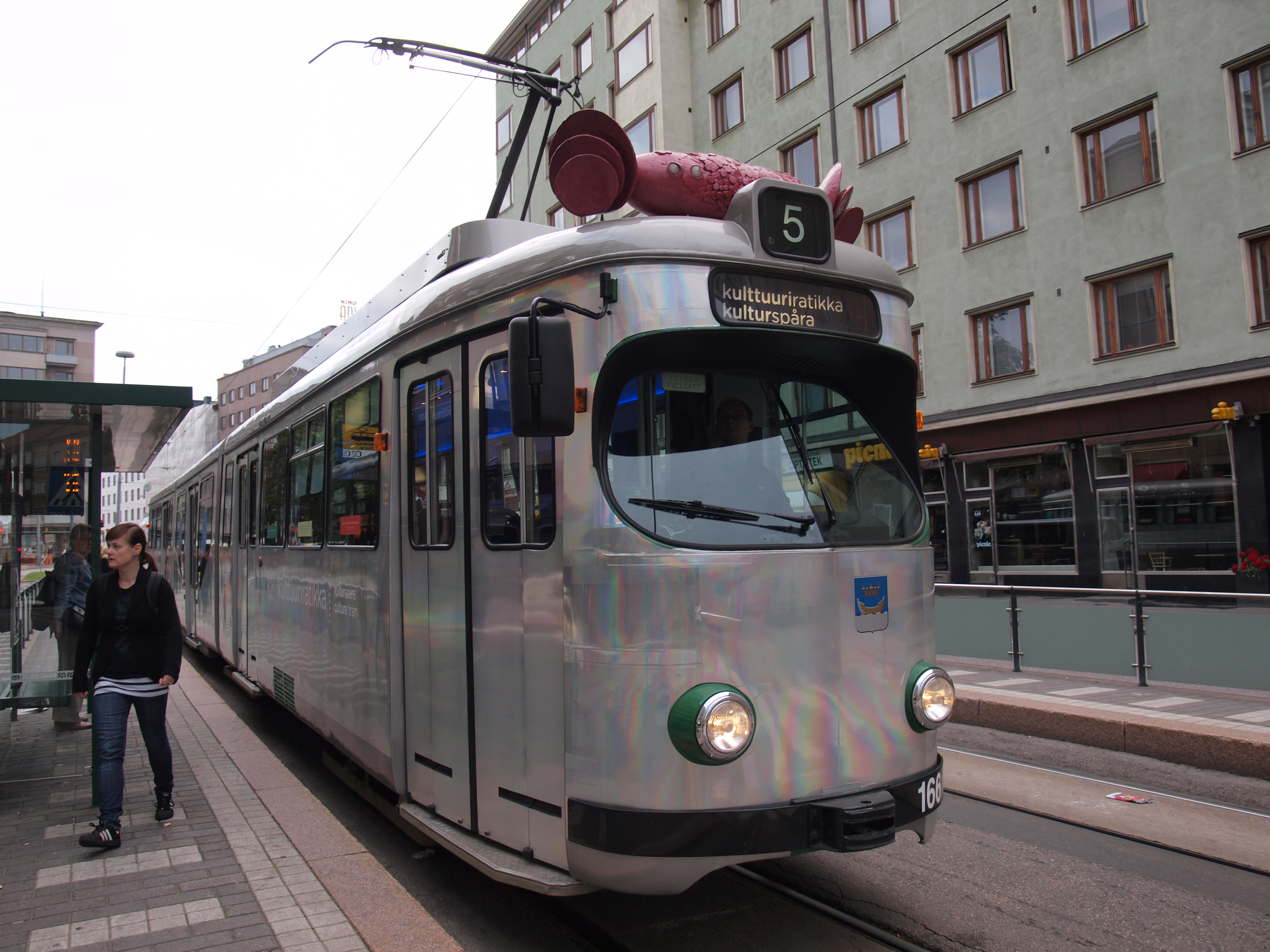
Kulturspåra i Bortre Tölö i Helsingfors, linje 5, 2012